# Auguste Distave
Auguste Distave (Marchin, 30 novembre 1887 - Ostende, 22 décembre 1947) était un professeur de dessin et graveur belge de la première moitié du XXe siècle. Il travaillait surtout entre les deux guerres à Ostende.

## Biographie
Oscar-Félix-Auguste Distave est né à Marchin, au sud de Huy, en Wallonie. Il fit ses études et obtint son diplôme en 1907 à Louvain, puis se fit engager en 1908 comme professeur de dessin à l'Athénée royal d'Ostende, ville qui était à ce moment l'endroit mondain en vogue, la Reine des plages, sur la côte belge. Parmi ses élèves on compte le futur peintre et directeur de l'Académie d'Ostende Gustave Sorel ainsi que le peintre Arthur-Georges Van Heste. Au début de la Première Guerre mondiale, Distave, comme nombre de ses compatriotes, se réfugia en Angleterre pour éviter de vivre sous l'occupation allemande. À Nottingham il épousa en 1915 Elise Tournoy, une Ostendaise réfugiée comme lui. En 1917 il déménagea à Choisy-le-Roi près de Paris, pour rentrer après l'Armistice à Ostende où il reprit ses activités de professeur et d'artiste. La ville avait beaucoup souffert de la guerre et les villas et bâtiments détruits par les bombardements avaient entraîné dans leur ruine la gloire de la Belle Époque, amenant d'importants changements sur le plan économique et social. Auguste Distave demeura à Ostende jusqu'à la fin de sa vie. Ses descendants vivent encore de nos jours à Ostende.

## Activité artistique
Auguste Distave avait eu une formation artistique classique, qui marqua son œuvre. S'il peignait aussi des toiles, son talent se dévoila surtout dans la gravure, dont il maîtrisait les techniques à la perfection. Il produisit aussi bien des vues de Paris, Chartres et Rouen que des villes flamandes : Ypres, La Panne, Nieuport et Bruges. Mais c'est surtout dans les rues d'Ostende de l'entre-deux-guerres qu'il trouvait son inspiration, créant des images à l'atmosphère dense, tirant sur la mélancolie. Ce n'est pourtant pas la nostalgie de la gloire perdue qu'il cherchait à transmettre, mais les impressions glanées dans la vieille ville, le quartier populaire des pêcheurs et les abords du port.

## Œuvres
En 1989 le musée des Beaux-Arts d'Ostende comptait parmi ses fonds les gravures suivantes :
- Le Troisième Bassin de commerce (Het derde handelsdok, 1931) (174x140)
- Impasse Hendrik Serruys (392x297)
- La Minque à Ostende (392x297)
- Berthe O.50 (342x265)
- Le Troisième Bassin de commerce (440x377)
- Canal de dérivation et pont De Smet De Naeyer (347x442)
- August Strackéstraat (390x295)
- Église Saint-Pierre-et-Paul (390x298)
- Aartshertoginnestraat (343x194 cm)
- Phare (Vuurtoren) (343x194)
- Autoportrait (180x140)

Aujourd'hui c'est au Kunstmuseum-aan-Zee d'Ostende que l'on conserve des gravures d'Auguste Distave. La majeure partie de son œuvre se trouve dans des collections privées.

## Expositions
- 1982, Ostende, Heemkundig Museum De Plate
- 1989, Ostende, Hommage à la galerie De Peperbusse
- 2003, Ostende, Stedelijk Museum voor Schone Kunsten (exposition thématique en concert avec d'autres artistes)

## Galerie

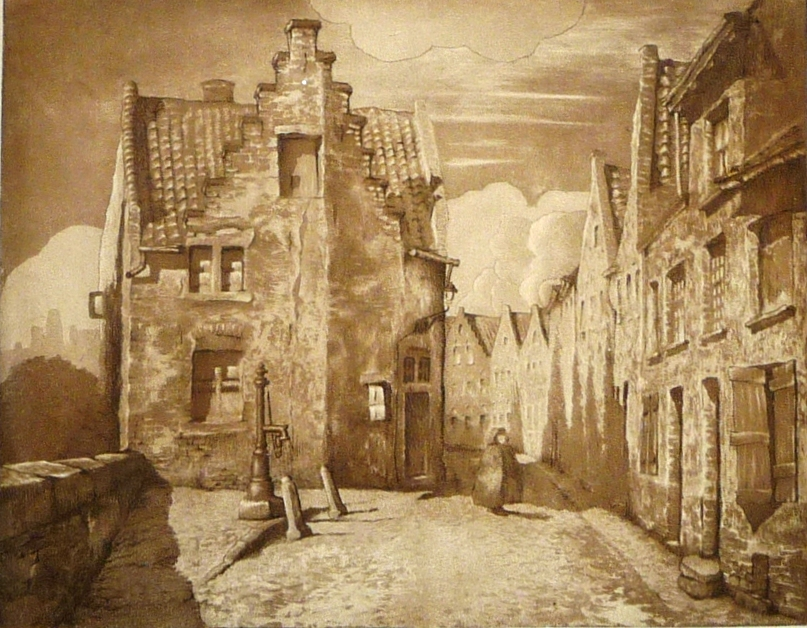
Bruges, Pottenmakersstraat (305x240)
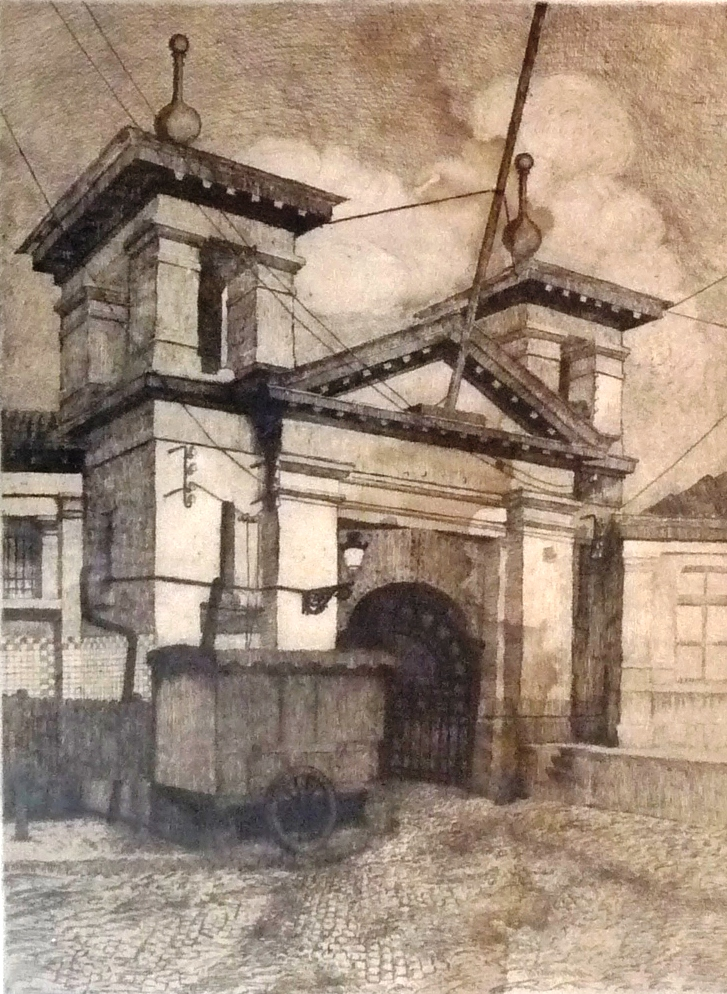
La minque à Ostende (390x290)
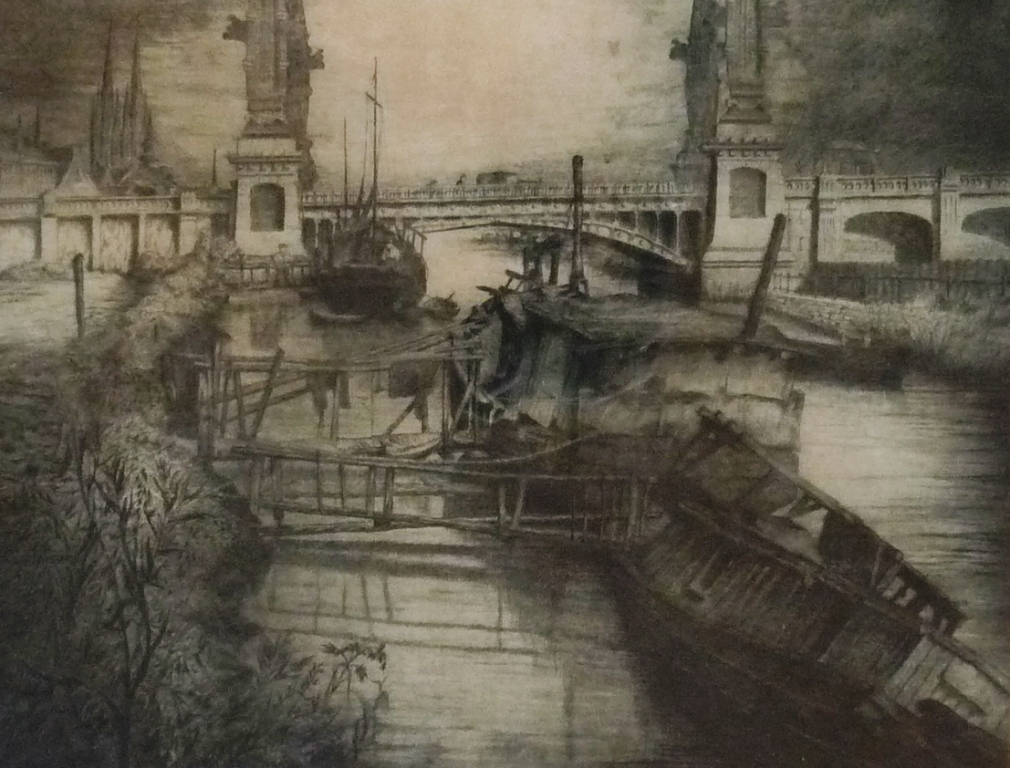
Le pont De Smet de Nayer
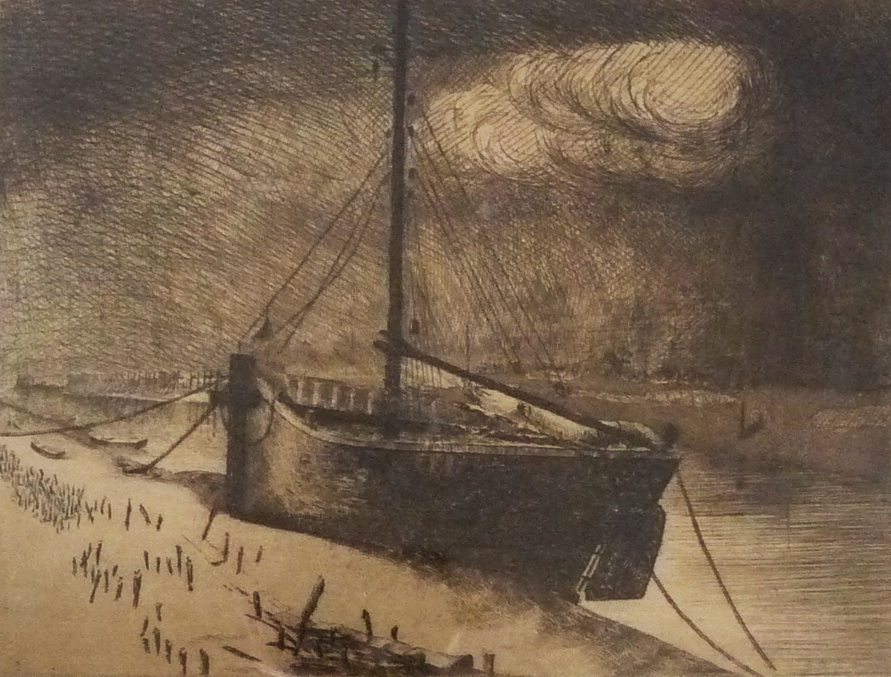
Barque à Nieuwpoort (390x290)
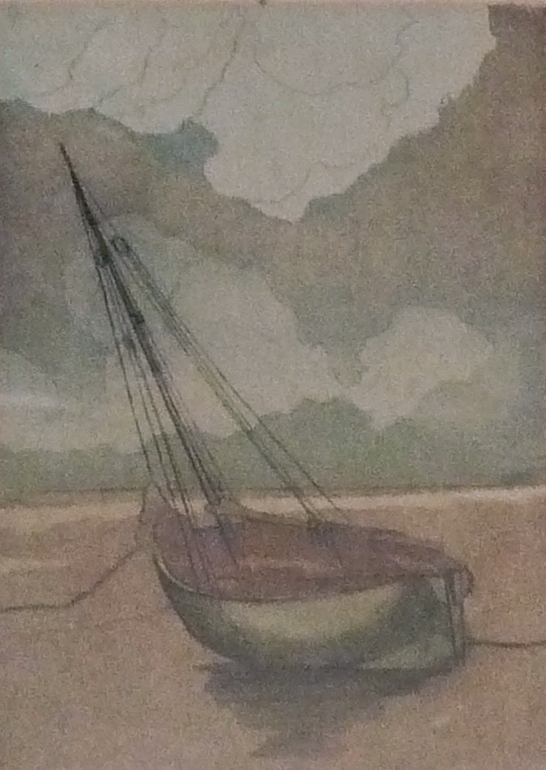
Marée basse à La Panne (150x210)
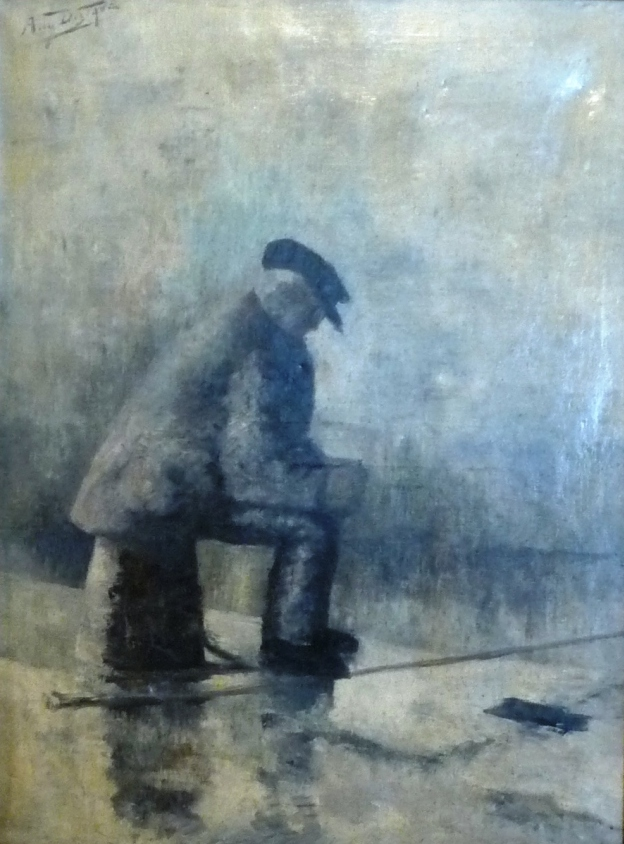
Perdu dans ses pensées (590x782)
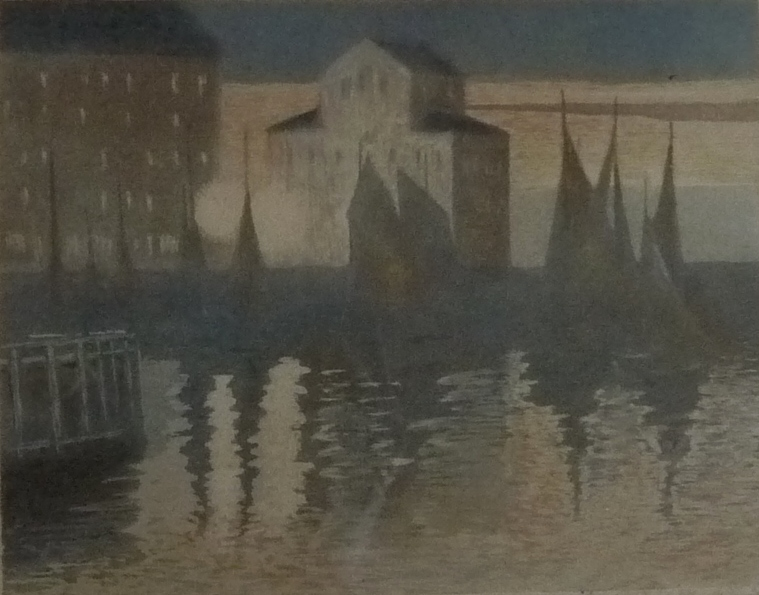
Nocturne (177x136)
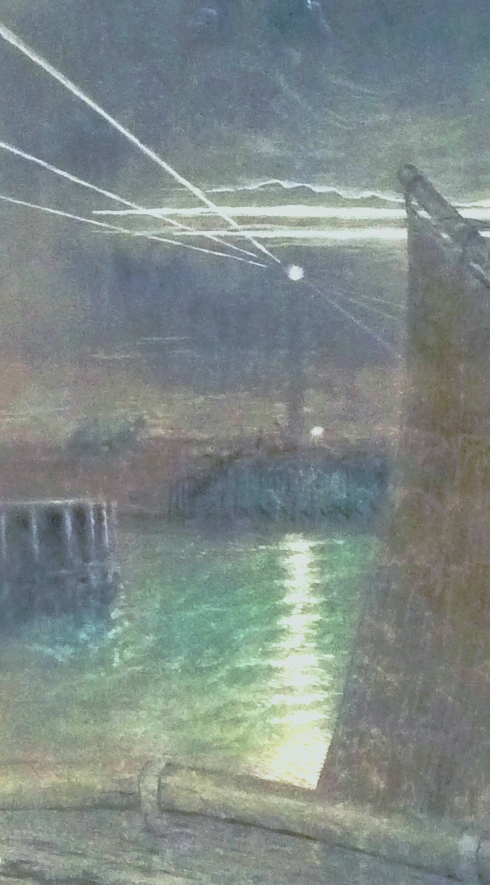
Le phare (193x370)
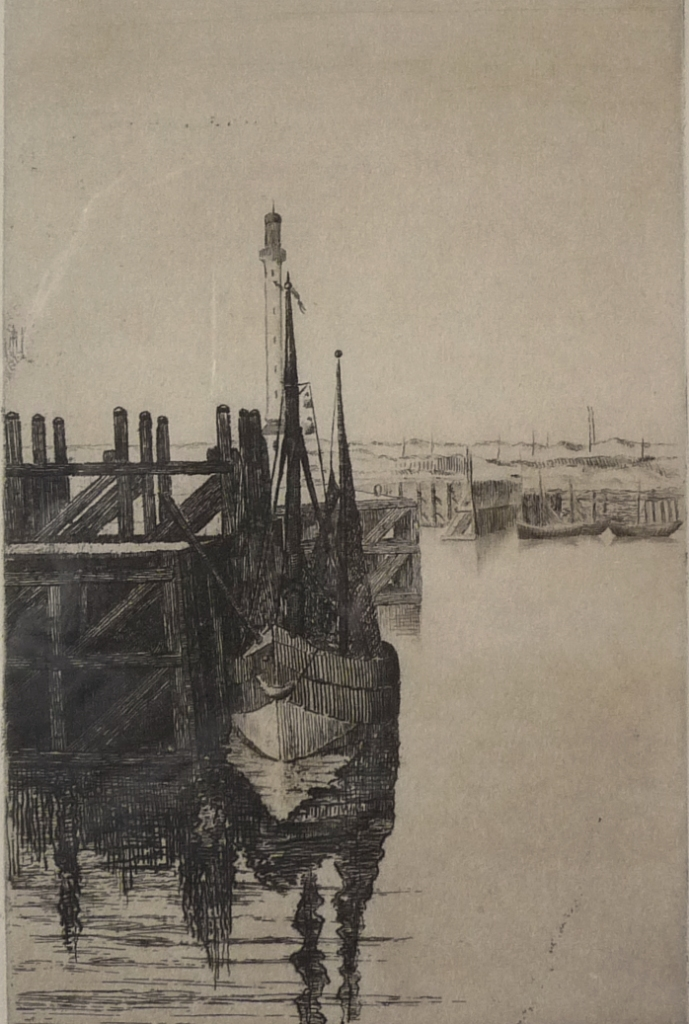
Le port de pêche (155x235)
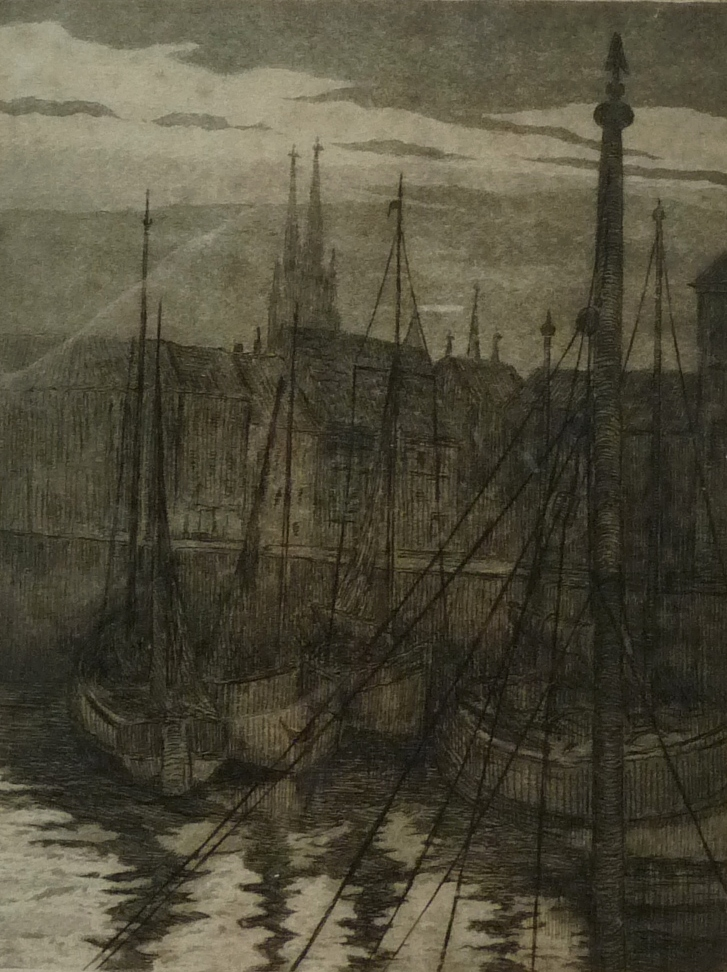
Le quai des pêcheurs (137x172)
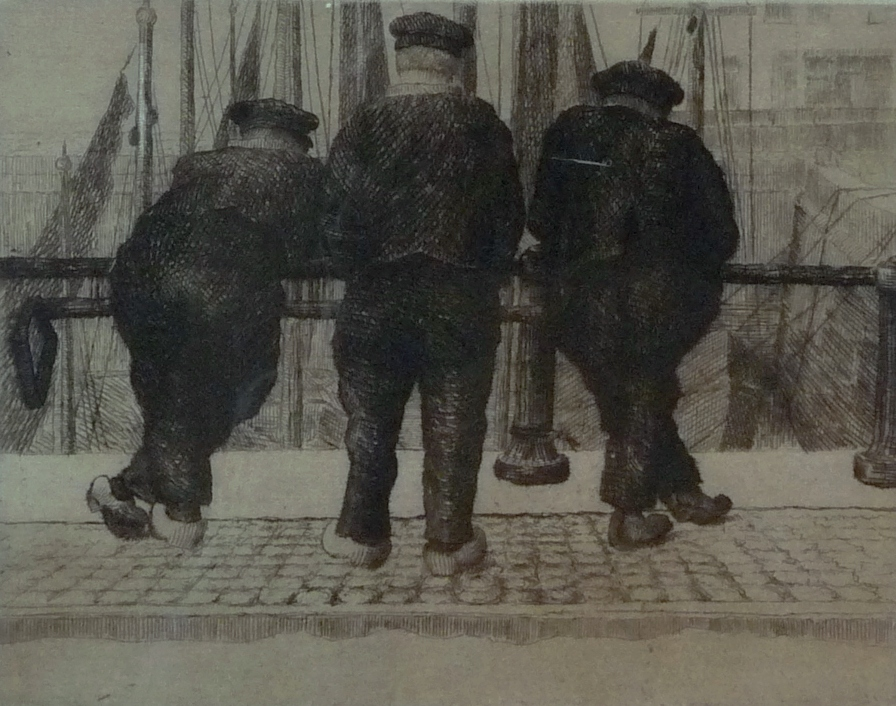
Les pêcheurs (172x137)